# رافعة أسطوانية (مناجم)

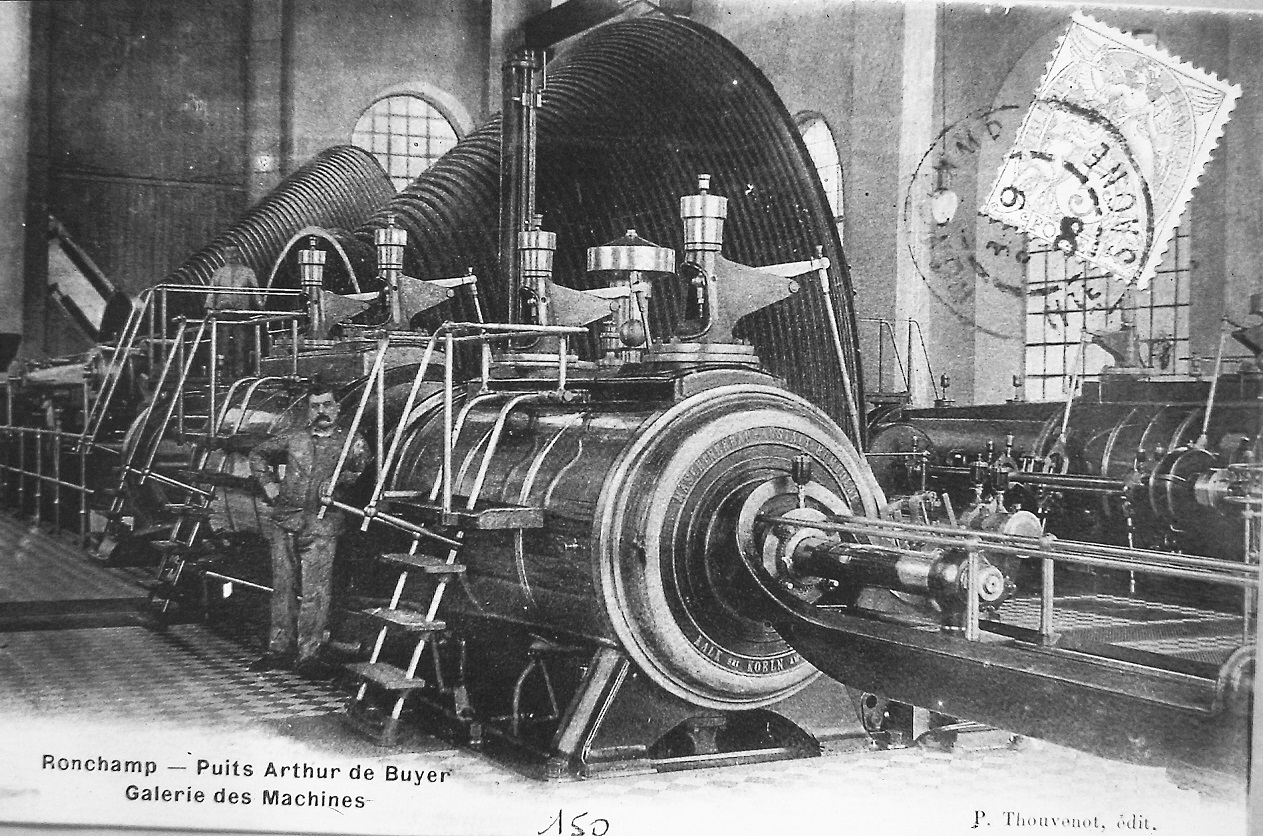
رافعة اسطوانية تعمل بمحرك بخاري قدرة 1200 حصان.

رافعة أسطوانية (بالإنجليزية: Hoist ) تستخدم حبلا يدلّى وفي آخره وعاء للرفع ؛ يُلف الحبل على أسطوانة وبهذا يمكن إنزال الوعاء ورفعه، كانت الرافعة الاسطوانية أول ما استخدم لرفع المواد الأولية من المحاجر . كانت الرافعات قديما تعمل بقوة الأحصنة ، وبعد اختراع المحركات أصبحت تعمل بالمحركات وزادت قدراتها. تستخدم رافعات اسطوانية لرفع الأثقال الخفيفة ومنها ما يرفع الاثقال الكبيرة : ما تسمح باستخراج المواد الأولية مثل الفحم الحجري أو معدن النحاس من أعماق كبيرة.

## تاريخها

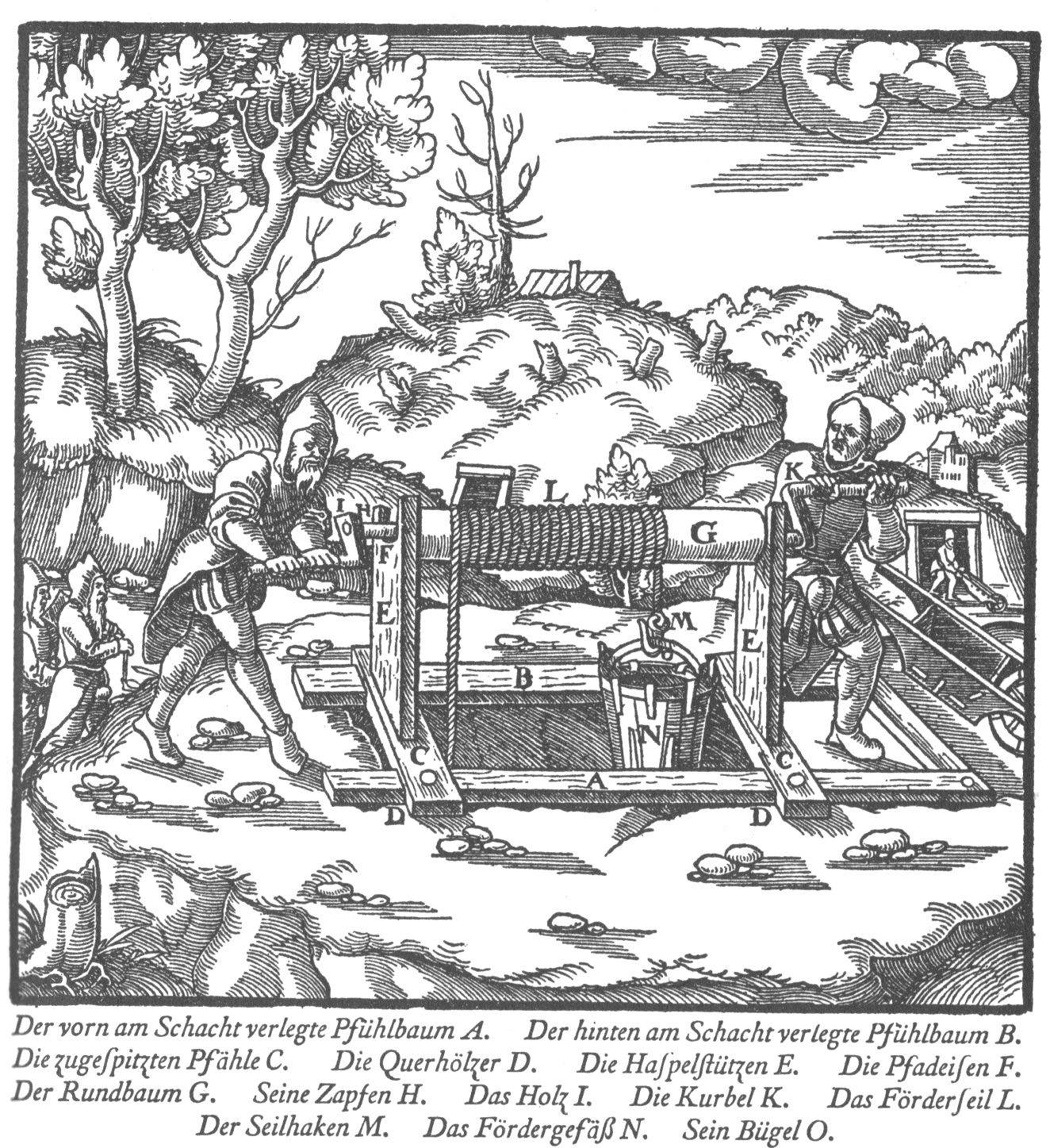
رافعة بدائية

استخدمت الرافعة الاسطوانية في الماضي لرفع الماء والمواد الخام من الأعماق وكانت تعمل بالقوة البشرية ، حيث كان الحبل ووعاء الرفع يلفان على أسطوانة حشبية. وكانت لفات الحبل على الأسطوانة الخشبية منتظمة بجانب بعضها البعض ، واحيانا كانت تحفر لها مجرى في الأسطوانة الخشبية. ثم ابتكر نظام استخدام وعائين بدلا من وعاء واحد لتسهيل الرفع .
خلال القرن التاسع عشر كانت قدرة الاستخراج قليلة ، وزادت القدرة باختراع المحركات . وفي الوقت الحالي يمكن رفع أثقال تزن نحو 30 طن بالرافعة الاسطوانية ويرفع فيها الوعاء بسرعة تصل إلى 18 متر في الثانية من أعماق تصل على نحو 3000 متر.

## استخداماتها
تستخدم الرافعات الاسطوانية بصفة أساسية لاسخراج معادن الحديد والنحاس والفحم الحجري من مناجم عميقة تحت الأرض.

## صور لمختلف أنواع الرافعات الاسطوانية

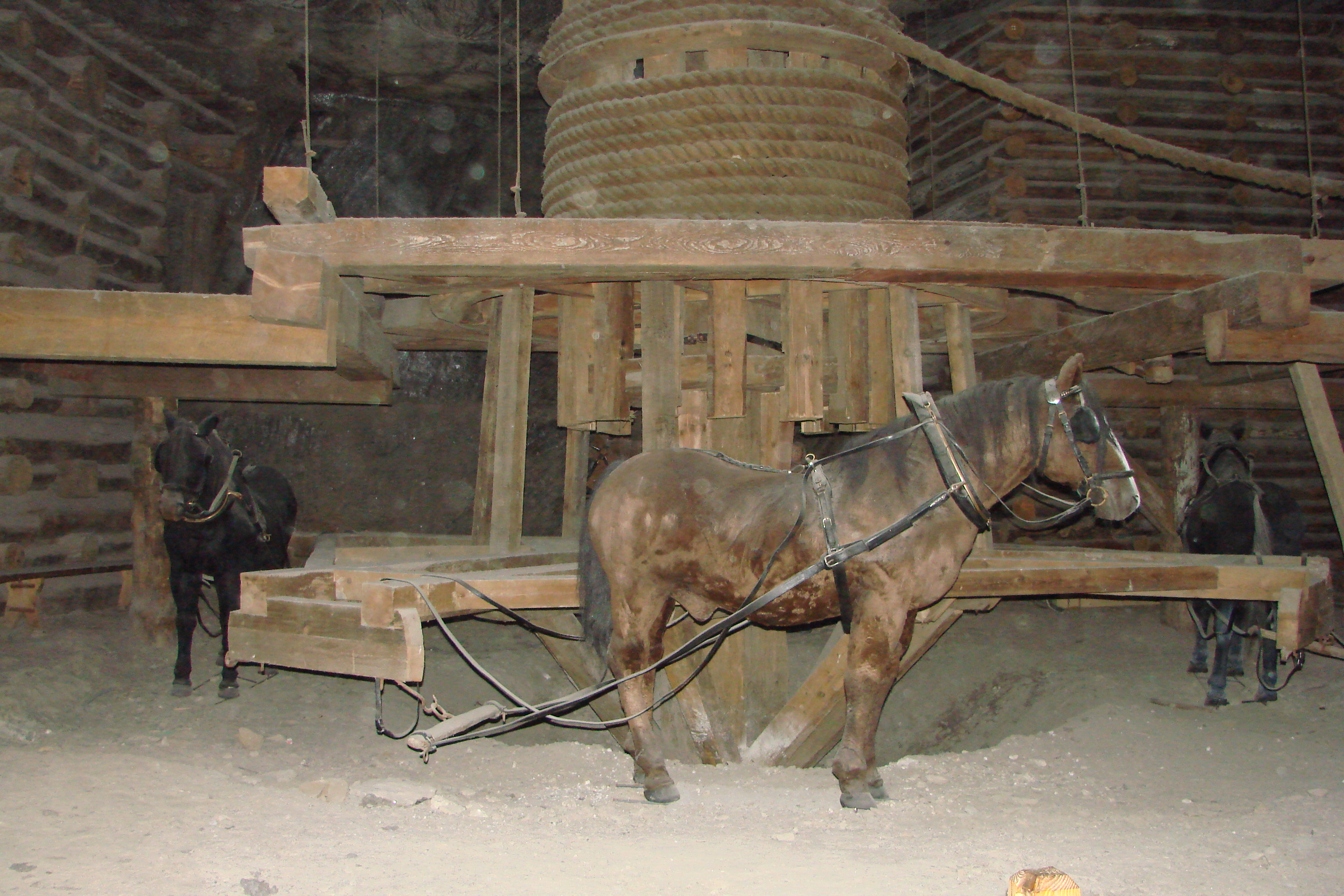
حصان يشغل رافعة
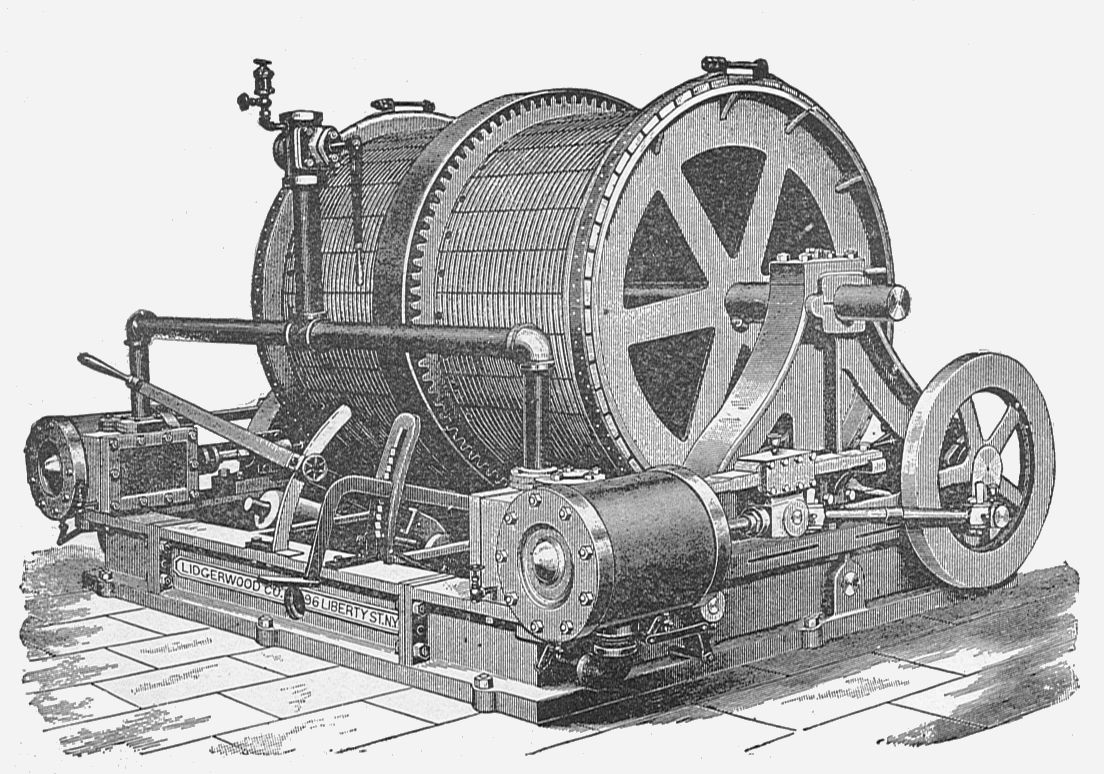
رافعة اسطوانية تعمل بمحرك بخاري
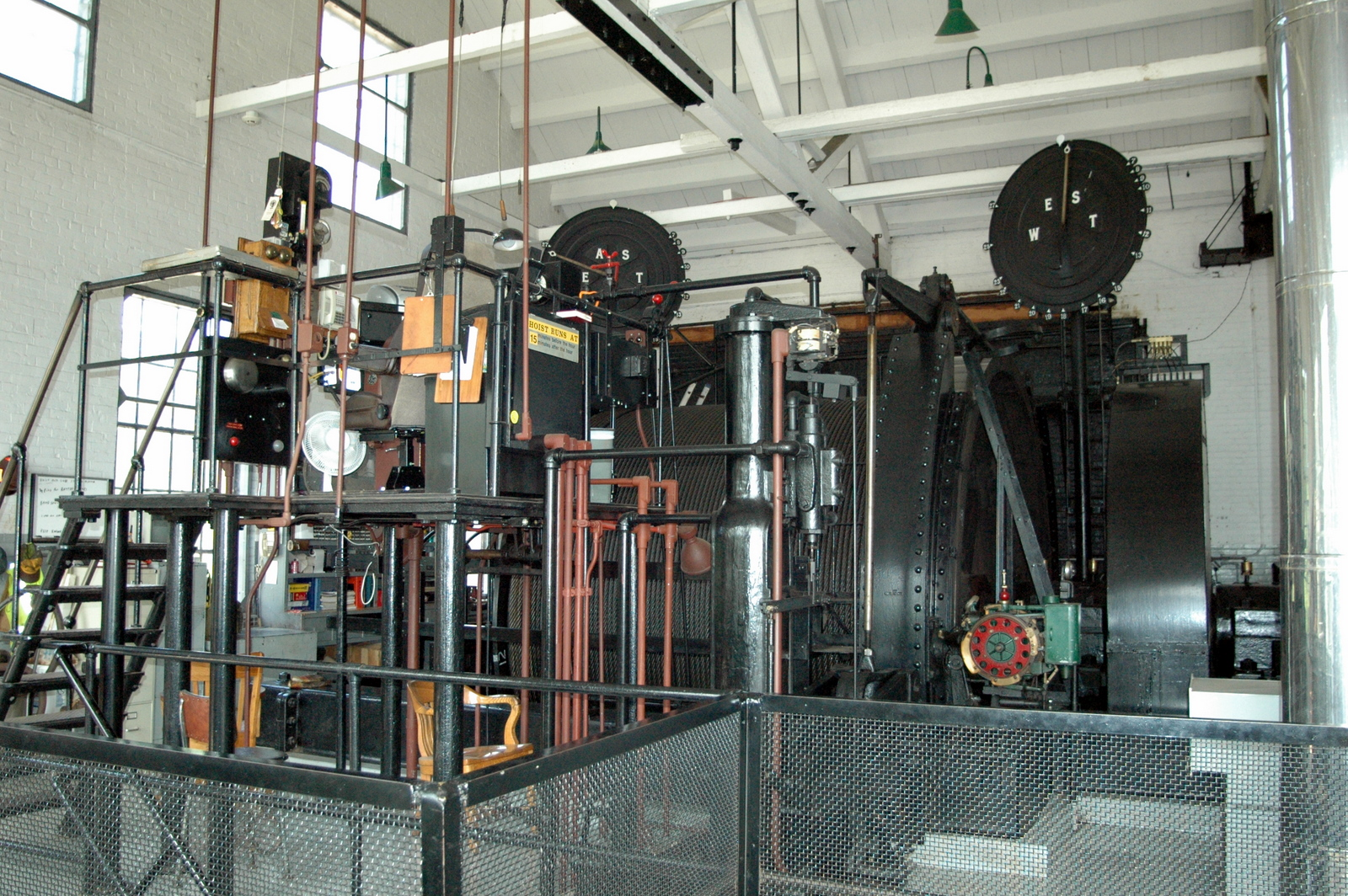
رافعة اسطوانية في منجم
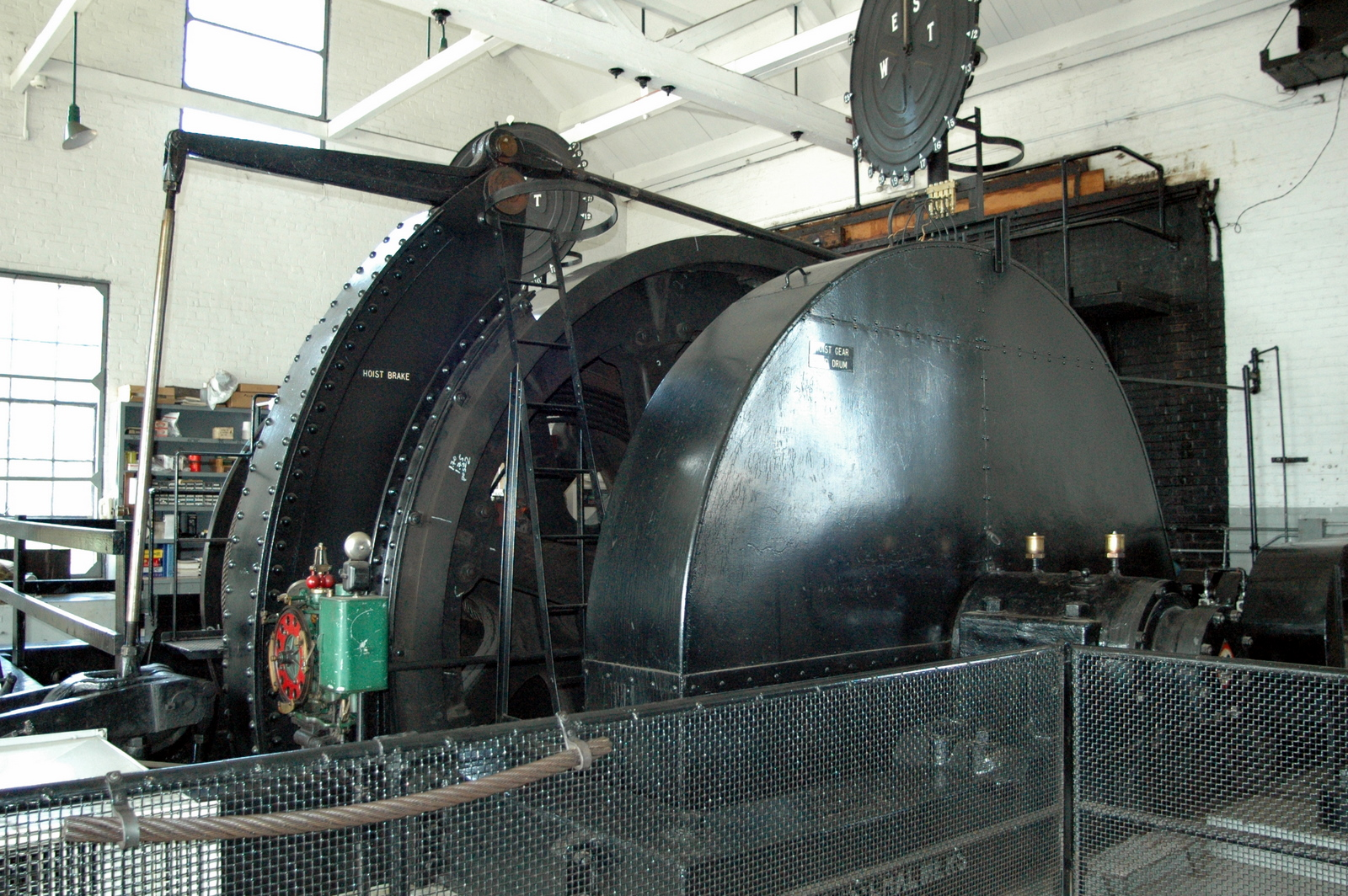
رافعة اسطوانية من الجانب
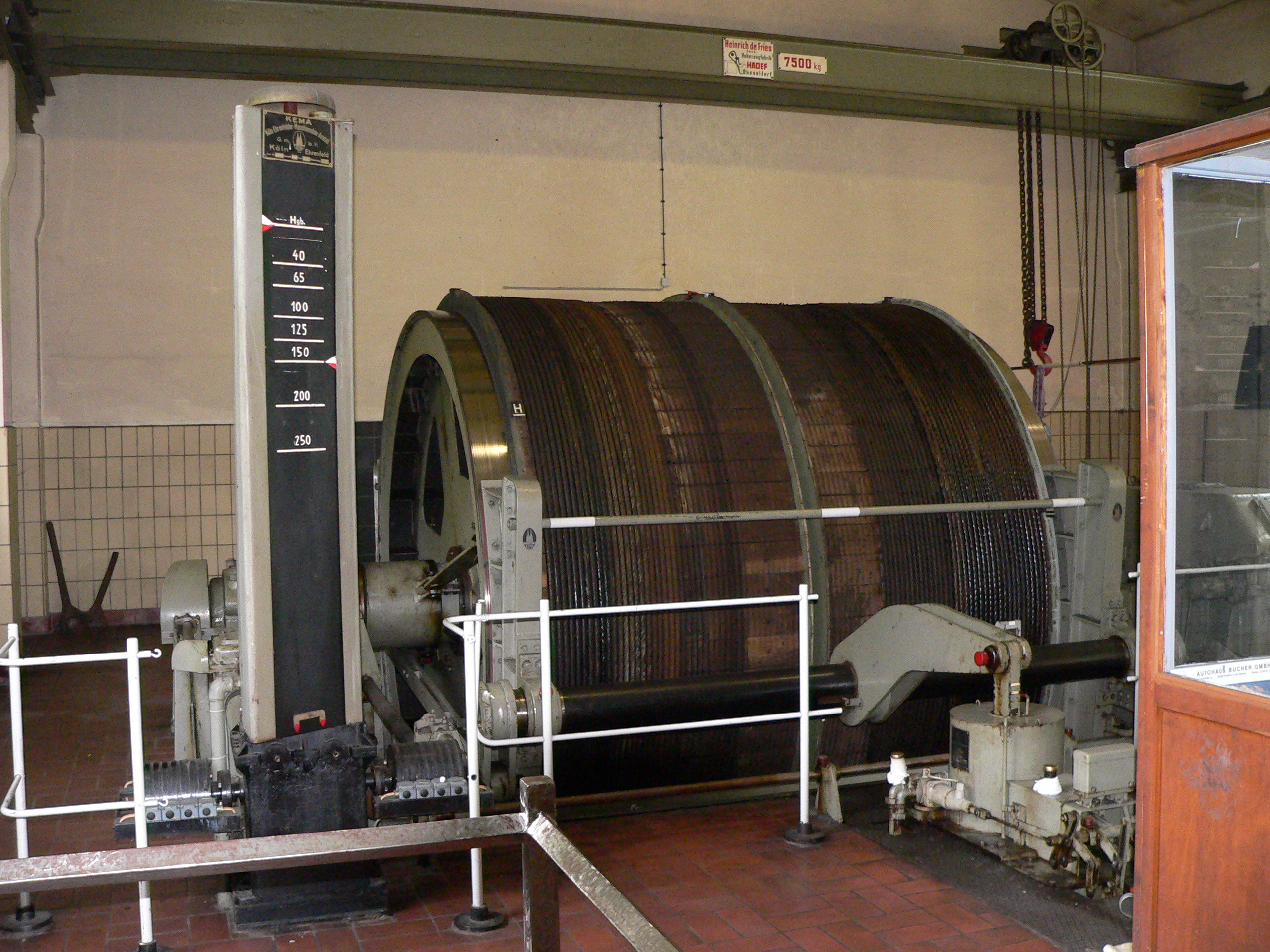
رافعة اسطوانية
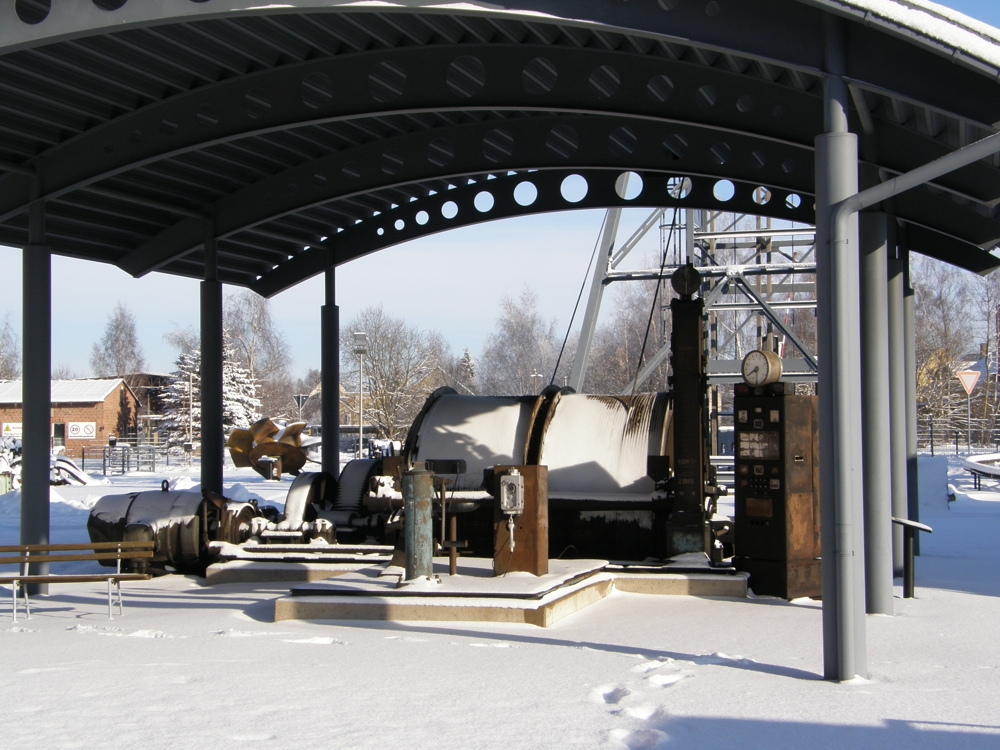
رافعة اسطوانية في متحف "أوسلنيتز" ،ألمانيا

## اقرأ أيضا
- رافعة
- ترس